# Verosaari (ö i Norra Savolax)
Verosaari är en ö i Finland. Den ligger i sjön Ylä-Pieksä och i kommunen Kuopio (tidigare Juankoski) i den ekonomiska regionen  Nordöstra Savolax ekonomiska region  och landskapet Norra Savolax, i den centrala delen av landet, 400 km nordost om huvudstaden Helsingfors. Öns area är 4,9 hektar och dess största längd är 410 meter i sydöst-nordvästlig riktning.